# Ctenomys boliviensis
Ctenomys boliviensis és una espècie de mamífer rosegador de la família dels ctenòmids. Viu a l'Argentina, Bolívia i el Paraguai. Es tracta d'un animal herbívor que excava per trobar els tubercles i les arrels que formen la seva dieta. El seu hàbitat natural són les zones de sabana oberta. És una espècie en risc mínim, és a dir, no sembla que hi hagi cap amenaça significativa per a la seva supervivència.